# Manawan
Manawan (Dt.: Wo Möweneier gesammelt werden; bis 1991 Manouane) ist ein Atikamekw-Reservat in Québec, Kanada. Es liegt am südwestlichen Ufer des Sees Metapeckeka. Viereinhalb Stunden von den Großstädten Montreal und Québec entfernt, führt eine 86 km lange Waldstraße von Saint-Michel-des Saints in die Gemeinschaft der First Nation. Mit 2060 Einwohnern (Stand: 2016) ist es das zweitgrößte Reservat der Nation der Atikamekw. Muttersprache der meisten Bewohner ist Atikamekw. Die Zweitsprache der Gemeinde ist Französisch.

## Geographie
Manawan befindet sich westlich von La Tuque und nördlich von Saint-Michel-des-Saints. Am südwestlichen Ufers des Sees Metapeckeka gelegen, gehört es zur Region Lanaudière der kanadischen Provinz Québec. Administrativ ist das Reservat der Atikamekw First Nation von vier nicht-autochthonen Regionen umgeben: Lanaudière, Mauricie, Haute-Mauricie und Hautes-Laurentides.

## Geschichte
Das Indianerreservat wurde am 29. August 1906 gegründet.
Vor der Gründung des Reservats hieß der Ort des heutigen Manawans Metapeckeka (Dt.: Wo das Moor ankommt). Aufgrund der Nähe zum Jagdgebiet, war es bereits vor 1884 ein wichtiger Treffpunkt der Atikamekw. Jahrzehntelang lehnten die Indianer von Manawan ab, in für sie von der kanadischen Regierung vorgesehene Reservate zu ziehen. Nach zahlreichen Verhandlungen durch Schriftverkehr mit der Regierung und Reisen nach Ottawa (in einem Birkenrindenkanu) erreichten die Atikamekw von Metapeckeka, dass sie ihr Territorium für sich beanspruchen konnten.
Zu Beginn des 20. Jahrhunderts wurde das Dorf Metapeckeka, das tiefer lag als das heutige Manawan, überflutet. Grund war der Bau von Staudämmen am See Kempt.

## Flora und Fauna
Durch den Bau der Staudämme ab 1908 wurde der Fluss Manawan aufgestaut und viele Tiere, die an diesem Fluss lebten (z. B. Biber und Bisamratten) starben. Es wurden Wälder abgeholzt und das Holz konnte nun auf Wasserwegen transportiert werden. Diese Staudämme, die Abholzung, der Bau von Eisenbahnstrecken, der Lärm der Sägen und das Flößen des Holzes führten dazu, dass sich die natürliche Umgebung des Reservats veränderte: Die Pflanzenvielfalt nahm ab, die Gewässer wurden verschmutzt, die gewohnten Jagdgebiete wurden gestört und Freizeitjäger und -angler kamen in großen Zahlen in das Territorium der Atikamekw. Heute haben sich Flora und Fauna trotz der veränderten Umgebung erholt.
Manawan ist umgeben von Mischwäldern. Die häufigsten Baumarten sind Ahorn (einschließlich Zucker-Ahorn geeignet zur Gewinnung von Syrup), Birke, Fichte und Tanne. Es wachsen verschiedene Beerenarten, darunter Wilderdbeeren, Heidelbeeren, Moosbeeren und Himbeeren.
In den Wäldern und Seen um Manawan gibt es verschiedene Säugetier-, Vogel- und Fischarten. Zur ersten Gruppe zählen z. B. Elch, Biber, Bisamratte, Fuchs, Hase, Otter und andere Marderarten, Murmeltier und Stachelschwein. Häufig vorkommende Fischarten sind Zander, Glasaugenbarsch, Amerikanische Seeforelle, Kleine Maräne und andere Lachsarten und Hecht.

## Kultur
Manawan ist die Heimat der bekannten Powwow-Trommlergruppe der "Black Bear Singers".